# Atletica leggera ai Giochi della XXIX Olimpiade - 1500 metri piani femminili

Video della Finale

Ai Giochi della XXIX Olimpiade, tenutisi a Pechino nel 2008, la competizione dei 1500 metri femminili si è svolta il 21 e il 23 agosto presso lo Stadio nazionale di Pechino.

## Presenze ed assenze delle campionesse in carica
| Competizione         | Atleta             | Prestazione | Pechino 2008 |
| -------------------- | ------------------ | ----------- | ------------ |
| Olimpiadi 2004       | Kelly Holmes       | 3'57”90     | Rit. 2005    |
| Commonwealth 2006    | Lisa Dobriskey     | 4'06”21     | Presente     |
| Europei 2006         | Tat'jana Tomašova  | 3'56”91     | Squalificata |
| Coppa del mondo 2006 | Maryam Yusuf Jamal | 4'00”84     | Presente     |
| Asiatici 2006        | Maryam Yusuf Jamal | 4'08”63     | Presente     |
| Panamericani 2007    | Juliana Santos     | 4'13”36     | Assente      |
| Africani 2007        | Gelete Burka       | 4'06”89     | Presente     |
| Mondiali 2007        | Maryam Y. Jamal    | 3'58”75     | Presente     |
|                      |                    |             |              |
| Mondiali junior 2004 | Nelja Neporadna    | 4'15”90     | Non selez.   |

1. ↑  Sotto la bandiera della Gran Bretagna.
2. ↑  Sotto la bandiera del Bahrein.

## Gara
L'Est propone una russa e tre ucraine. Si guarda anche alle africane. Maryam Jamal, etiope naturalizzata dal Bahrein, vince agevolmente la prima batteria. Iryna Liščyns'ka prevale nella seconda, mentre la terza è appannaggio della keniota Nancy Langat.
Sono queste tre atlete a contendersi l'oro in finale. L'unica russa presente, Anna Alminova, stabilisce il passo nei primi due giri (lenti). Poi la Jamal passa al comando e imprime un'accelerazione improvvisa: le rimangono dietro Nancy Langat e la Liščynska. Nel rettilineo opposto a quello d'arrivo la Jamal commette un errore: si allarga un po' troppo; Nancy Langat lestamente la passa all'interno. All'inizio della retta finale ha 5 metri di vantaggio. La Jamal, che credeva di vincere, si demoralizza e si vede superare dalle avversarie. L'argento è della Liščynska, che conduce al podio la connazionale Tobias. La Jamal conclude al quinto posto.

## Risultati

### Batterie
Graduatoria generale:
| Pos | Batteria | Nome                  | Paese         | Tempo   | Note             |
| --- | -------- | --------------------- | ------------- | ------- | ---------------- |
| 1   | 3        | Nancy Langat          | Kenya         | 4'03”02 | Q,               |
| 2   | 3        | Natalija Tobias       | Ucraina       | 4'03”19 | Q,               |
| 3   | 3        | Lisa Dobriskey        | Gran Bretagna | 4'03”22 | Q,               |
| 4   | 3        | Shannon Rowbury       | Stati Uniti   | 4'03”89 | q                |
| 5   | 3        | Anna Al'minova        | Russia        | 4'04”66 | q                |
| 6   | 1        | Maryam Yusuf Jamal    | Bahrein       | 4'05”14 | Q                |
| 7   | 1        | Natalia Rodríguez     | Spagna        | 4'05”30 | Q                |
| 8   | 1        | Siham Hilali          | Marocco       | 4'05”36 | Q,               |
| 9   | 1        | Hanna Miščenko        | Ucraina       | 4'05”61 | q,               |
| 10  | 1        | Sarah Jamieson        | Australia     | 4'06”64 |                  |
| 11  | 1        | Stephanie Twell       | Gran Bretagna | 4'06”68 |                  |
| 12  | 1        | Anna Jakubczak        | Polonia       | 4'07”33 |                  |
| 13  | 3        | Sylwia Ejdys          | Polonia       | 4'08”37 |                  |
| 14  | 3        | René Kalmer           | Sudafrica     | 4'08”41 |                  |
| 15  | 3        | Sonja Roman           | Slovenia      | 4'08”52 |                  |
| 16  | 3        | Liu Qing              | Cina          | 4'09”27 |                  |
| 17  | 1        | Christin Wurth-Thomas | Stati Uniti   | 4'09”70 |                  |
| 18  | 1        | Irene Jelagat         | Kenya         | 4'09”92 |                  |
| 19  | 3        | Meskerem Assefa       | Etiopia       | 4'10”04 |                  |
| 20  | 2        | Iryna Liščyns'ka      | Ucraina       | 4'13”60 | Q                |
| 21  | 2        | Iris Fuentes-Pila     | Spagna        | 4'14”10 | Q                |
| 22  | 2        | Btissam Lakhouad      | Marocco       | 4'14”34 | Q                |
| 23  | 2        | Susan Scott           | Gran Bretagna | 4'14”66 |                  |
| 24  | 1        | Konstadína Efedáki    | Grecia        | 4'15”02 |                  |
| 25  | 2        | Viola Kibiwot         | Kenya         | 4'15”62 |                  |
| 26  | 2        | Gelete Burka          | Etiopia       | 4'15”77 |                  |
| 27  | 2        | Agnes Samaria         | Namibia       | 4'15”80 |                  |
| 28  | 2        | Erin Donohue          | Stati Uniti   | 4'16”05 |                  |
| 29  | 2        | Lisa Corrigan         | Australia     | 4'16”32 |                  |
| 30  | 1        | Nahida Touhami        | Algeria       | 4'18”99 |                  |
| 31  | 2        | Lidia Chojecka        | Polonia       | 4'19”57 |                  |
| 32  | 3        | Bouchra Chaabi        | Marocco       | 4'19”89 |                  |
| 33  | 2        | Domingas Togna        | Guinea-Bissau | 5'05”76 | Record nazionale |

### Finale
Sabato, 23 agosto, ore 19:50. Stadio nazionale di Pechino.
| Pos | Paese         | Atleta             | Tempo   | Note                                     |
| --- | ------------- | ------------------ | ------- | ---------------------------------------- |
|     | Kenya         | Nancy Langat       | 4'00"23 | Miglior prestazione personale            |
|     | Ucraina       | Iryna Liščyns'ka   | 4'01"63 |                                          |
|     | Ucraina       | Natalija Tobias    | 4'01"78 | Miglior prestazione personale            |
| 4   | Gran Bretagna | Lisa Dobriskey     | 4'02"10 | Miglior prestazione personale            |
| 5   | Bahrein       | Maryam Yusuf Jamal | 4'02"71 |                                          |
| 6   | Spagna        | Natalia Rodríguez  | 4'03"19 | Miglior prestazione personale stagionale |
| 7   | Stati Uniti   | Shannon Rowbury    | 4'03"58 |                                          |
| 8   | Spagna        | Iris Fuentes-Pila  | 4'04"86 |                                          |
| 9   | Ucraina       | Hanna Miščenko     | 4'05"13 | Miglior prestazione personale            |
| 10  | Marocco       | Siham Hilali       | 4'05"57 |                                          |
| 11  | Russia        | Anna Al'minova     | 4'06"99 |                                          |
| 12  | Marocco       | Btissam Lakhouad   | 4'07"25 |                                          |